# لیپووا (استان اشوی‌داشکسیه)
لیپووا (به لهستانی: Lipowa) یک منطقهٔ مسکونی در لهستان است که در گمینا اوپاتوو (استان اشوی‌داشکسیه) واقع شده‌است. لیپووا ۳۰۰ نفر جمعیت دارد.